# Nati nel 1930/Gennaio
| Questa pagina contiene informazioni ricavate automaticamente dalle voci biografiche con l'ausilio del template Bio e di un bot. L'aggiornamento è periodico e automatico e ricostruisce completamente la pagina. Se manca una persona in questa lista, sei pregato di non aggiungerla, ma accertati piuttosto che la sua voce biografica contenga il template Bio e che i dati anagrafici siano correttamente compilati. Se il template Bio manca, inseriscilo tu stesso o, in alternativa, metti l'avviso {{tmp\|Bio}} che ne segnala la mancanza. Se i dati riportati sono sbagliati, correggi direttamente la voce biografica; le modifiche saranno visibili in questa lista entro pochi giorni. Per chiarimenti vedi il progetto biografie. La lista contiene solo le 203 persone che sono citate nell'enciclopedia e per le quali è stato implementato correttamente il template Bio. Pagina aggiornata al 18 lug 2025. |

- 1º gennaio - Adonis, poeta e saggista siriano
- 1º gennaio - Frank Agrama, regista e produttore cinematografico egiziano († 2023)
- 1º gennaio - Alfredo Alaria, attore, ballerino e coreografo argentino († 1999)
- 1º gennaio - Geeta Bali, attrice indiana († 1965)
- 1º gennaio - Antonio Balletto, religioso italiano († 2008)
- 1º gennaio - Bitti Bergamo, tennista e imprenditore italiano († 1979)
- 1º gennaio - Ovidio Capitani, storico e saggista italiano († 2012)
- 1º gennaio - Andrea Maria Erba, vescovo cattolico italiano († 2016)
- 1º gennaio - Barkat Gourad Hamadou, politico gibutiano († 2018)
- 1º gennaio - Ty Hardin, attore statunitense († 2017)
- 1º gennaio - Sihung Lung, attore taiwanese († 2002)
- 1º gennaio - Maurizio Mannelli, pallanuotista italiano († 2014)
- 1º gennaio - Ja'far al-Nimeyri, generale e politico sudanese († 2009)
- 1º gennaio - Piero Sanavio, scrittore e saggista italiano († 2019)
- 1º gennaio - Marc Sardelli, pittore, disegnatore e incisore italiano
- 1º gennaio - Frederick Wiseman, regista, produttore cinematografico e montatore statunitense
- 2 gennaio - Poul Andersen, calciatore danese († 1995)
- 2 gennaio - Julius La Rosa, musicista e cantante statunitense († 2016)
- 2 gennaio - Andy MacDonald, allenatore di football americano statunitense († 1985)
- 2 gennaio - Parsons Nabiula, nuotatore filippino († 2005)
- 2 gennaio - Piero Persico, calciatore e allenatore di calcio italiano († 2014)
- 2 gennaio - Cláudio Petraglia, produttore televisivo, compositore e regista teatrale brasiliano († 2021)
- 2 gennaio - Donato Piazza, ciclista su strada e pistard italiano († 1997)
- 2 gennaio - Stefania Rogowska, cestista e pallavolista polacca († 2017)
- 2 gennaio - Luca Scacchi Gracco, artista, gallerista e critico d'arte italiano († 2014)
- 2 gennaio - Guido Sembenotti, politico italiano († 2009)
- 2 gennaio - Aldo Valletti, attore italiano († 1992)
- 2 gennaio - Bob Williams, giocatore di football americano statunitense († 2016)
- 3 gennaio - Ray Barra, ballerino, direttore artistico e coreografo statunitense († 2015)
- 3 gennaio - Mara Corday, attrice, modella e showgirl statunitense († 2025)
- 3 gennaio - Albino Crespi, ciclista su strada italiano († 1994)
- 3 gennaio - Eddie Egan, attore statunitense († 1995)
- 3 gennaio - Robert Loggia, attore statunitense († 2015)
- 3 gennaio - Ahmed Osman, politico marocchino
- 4 gennaio - Ricardo Aronovich, direttore della fotografia argentino
- 4 gennaio - Sorrell Booke, attore e imitatore statunitense († 1994)
- 4 gennaio - Adriana Ivancich, nobile italiana († 1983)
- 4 gennaio - Arturo Morelli, ex calciatore italiano
- 4 gennaio - Don Shula, giocatore di football americano e allenatore di football americano statunitense († 2020)
- 4 gennaio - Tito Stagno, giornalista, telecronista sportivo e conduttore televisivo italiano († 2022)
- 5 gennaio - Savkuz Dzarasov, lottatore sovietico († 1990)
- 5 gennaio - Paul Gemperli, avvocato, politico e militare svizzero († 2015)
- 5 gennaio - Ed Givens, astronauta statunitense († 1967)
- 5 gennaio - Jan Lebenstein, pittore polacco († 1999)
- 5 gennaio - Umberto Marcato, cantante italiano († 2024)
- 5 gennaio - Renato Martini, ex calciatore italiano
- 5 gennaio - Maynard Solomon, musicologo, saggista e produttore discografico statunitense († 2020)
- 5 gennaio - Giuseppe Tallini, matematico italiano († 1995)
- 5 gennaio - Vittorio Vaccarella, militare italiano († 1970)
- 6 gennaio - Alfonso Brescia, regista italiano († 2001)
- 6 gennaio - Erich Bäumler, calciatore tedesco († 2003)
- 6 gennaio - Luigi Lucherini, politico italiano († 2022)
- 6 gennaio - Asle Sjåstad, sciatore alpino norvegese († 2009)
- 6 gennaio - Professor Tanaka, wrestler, attore e pugile statunitense († 2000)
- 6 gennaio - Vic Tayback, attore statunitense († 1990)
- 7 gennaio - Yehuda Gafni, ex cestista israeliano
- 7 gennaio - Luciano Guarnieri, pittore italiano († 2009)
- 7 gennaio - Eddie LeBaron, giocatore di football americano statunitense († 2015)
- 7 gennaio - Michele Megale, politico italiano († 2021)
- 7 gennaio - Ivano Nicolucci, musicista e compositore italiano († 2002)
- 7 gennaio - Umberto Pagliacci, politico italiano († 2000)
- 8 gennaio - Robert Fernandez Diaz, greco († 1943)
- 8 gennaio - Luciano Montero Rechou, ciclista su strada spagnolo († 2012)
- 8 gennaio - Éva Novák, nuotatrice ungherese († 2005)
- 8 gennaio - Antonio Pellis, calciatore italiano († 2003)
- 8 gennaio - Angelo Ventura, storico italiano († 2016)
- 8 gennaio - Doreen Wilber, arciera statunitense († 2008)
- 9 gennaio - Jim Fletcher, fumettista e animatore statunitense († 2004)
- 9 gennaio - Pavel Kolčin, fondista sovietico († 2010)
- 9 gennaio - Igor' Netto, calciatore e allenatore di calcio sovietico († 1999)
- 9 gennaio - Jacob Schwartz, matematico e informatico statunitense († 2009)
- 10 gennaio - Giorgio Cusatelli, germanista, traduttore e curatore editoriale italiano († 2007)
- 10 gennaio - Roy E. Disney, dirigente d'azienda statunitense († 2009)
- 10 gennaio - Elda Fezzi, storica dell'arte e critica d'arte italiana († 1988)
- 10 gennaio - Herm Hedderick, cestista e giocatore di baseball statunitense († 2014)
- 10 gennaio - Angelo Lotti, politico italiano († 1987)
- 10 gennaio - Jalal Mansouri, sollevatore iraniano († 2012)
- 10 gennaio - Claudio Marabini, scrittore, giornalista e critico letterario italiano († 2010)
- 10 gennaio - Francisco Urondo, scrittore argentino († 1976)
- 11 gennaio - Albano Biondi, storico italiano († 1999)
- 11 gennaio - Francesco De Masi, compositore e direttore d'orchestra italiano († 2005)
- 11 gennaio - Gianugo Polesello, architetto, urbanista e politico italiano († 2007)
- 11 gennaio - Rod Taylor, attore australiano († 2015)
- 12 gennaio - Pino Calvi, pianista, direttore d'orchestra e compositore italiano († 1989)
- 12 gennaio - Jacques Guittet, schermidore francese († 2025)
- 12 gennaio - Tim Horton, hockeista su ghiaccio e imprenditore canadese († 1974)
- 12 gennaio - Luitgard Im, attrice tedesca († 1997)
- 12 gennaio - Jennifer Johnston, scrittrice irlandese († 2025)
- 12 gennaio - Giorgio Macchi, ingegnere italiano († 2023)
- 12 gennaio - Ennio Missaglia, fumettista italiano († 1993)
- 12 gennaio - Glenn Yarbrough, cantautore statunitense († 2016)
- 13 gennaio - Liz Anderson, cantante statunitense († 2011)
- 13 gennaio - Roman Cieslewicz, designer polacco († 1996)
- 13 gennaio - Giulia Mafai, costumista e scenografa italiana († 2021)
- 13 gennaio - Frances Sternhagen, attrice statunitense († 2023)
- 14 gennaio - Mario Cubbino, fumettista italiano († 2007)
- 14 gennaio - Bill Lienhard, cestista statunitense († 2022)
- 14 gennaio - Joy McKean, cantautrice australiana († 2023)
- 14 gennaio - Frank D. Robinson, ingegnere statunitense († 2022)
- 14 gennaio - Paul Schlupp, cestista francese († 2008)
- 14 gennaio - Bruno Tommasi, arcivescovo cattolico italiano († 2015)
- 14 gennaio - Kenny Wheeler, trombettista e compositore canadese († 2014)
- 15 gennaio - Hadi Bakkush, politico tunisino († 2020)
- 15 gennaio - Saro Balsamo, editore italiano († 2005)
- 15 gennaio - Michel Chapuis, organista e insegnante francese († 2017)
- 15 gennaio - David Zelag Goodman, sceneggiatore statunitense († 2011)
- 15 gennaio - Joe Graboski, cestista statunitense († 1998)
- 15 gennaio - Eddie Graham, wrestler e attore statunitense († 1985)
- 15 gennaio - Alois Jaroš, calciatore austriaco († 2012)
- 15 gennaio - Italo Zingarelli, produttore cinematografico, regista e sceneggiatore italiano († 2000)
- 16 gennaio - Luki Botha, pilota automobilistico sudafricano († 2006)
- 16 gennaio - Nicole Ladmiral, attrice francese († 1958)
- 16 gennaio - Nino Milazzo, giornalista italiano († 2021)
- 16 gennaio - Norman Podhoretz, giornalista statunitense
- 17 gennaio - Dick Contino, fisarmonicista e cantante statunitense († 2017)
- 17 gennaio - Lorenzo Revojera, ingegnere, alpinista e saggista italiano († 2022)
- 17 gennaio - Colette Ripert, attrice francese († 1999)
- 17 gennaio - Paul Steffen, calciatore lussemburghese († 2017)
- 18 gennaio - Shôgorô Nishimura, regista giapponese († 2017)
- 18 gennaio - Maria de Lourdes Pintasilgo, politica portoghese († 2004)
- 18 gennaio - Roberto Sanesi, critico d'arte, critico letterario e poeta italiano († 2001)
- 19 gennaio - Nina Byers, fisica e docente statunitense († 2014)
- 19 gennaio - Tippi Hedren, attrice, ex modella e ambientalista statunitense
- 19 gennaio - Riccardo Mantani, attore teatrale e doppiatore italiano († 2013)
- 19 gennaio - Giuseppe Martinelli, pittore italiano († 2016)
- 19 gennaio - Frank Mascara, politico statunitense († 2011)
- 19 gennaio - Pellegrino Tomaso Ronchi, vescovo cattolico italiano († 2018)
- 19 gennaio - Rinaldo Ruatti, bobbista italiano († 2020)
- 19 gennaio - Ivan Tregubov, hockeista su ghiaccio sovietico († 1992)
- 19 gennaio - Geoff Twentyman, allenatore di calcio e calciatore inglese († 2004)
- 20 gennaio - Buzz Aldrin, astronauta, aviatore e ingegnere statunitense
- 20 gennaio - Egon Bondy, scrittore e poeta ceco († 2007)
- 20 gennaio - Oleg Daškevič, regista sovietico († 2016)
- 20 gennaio - Raniero Gnoli, orientalista, storico delle religioni e indologo italiano († 2025)
- 20 gennaio - Jan Nolten, ciclista su strada olandese († 2014)
- 20 gennaio - Dick Rosenthal, cestista e dirigente sportivo statunitense († 2024)
- 20 gennaio - Lothar Wolleh, fotografo tedesco († 1979)
- 21 gennaio - Rainer Baumann, calciatore tedesco orientale († 2021)
- 21 gennaio - Günter Lamprecht, attore tedesco († 2022)
- 21 gennaio - Franco Loi, poeta, scrittore e saggista italiano († 2021)
- 21 gennaio - Pierre Tornade, attore e doppiatore francese († 2012)
- 22 gennaio - Alberto Arbasino, scrittore, giornalista e poeta italiano († 2020)
- 22 gennaio - Daniel Barbosa, serial killer colombiano († 1994)
- 22 gennaio - Gamal El-Nazer, pallanuotista egiziano († 2006)
- 22 gennaio - Giambattista Scidà, magistrato italiano († 2011)
- 22 gennaio - Vinicio Turello, politico e avvocato italiano († 2013)
- 23 gennaio - Alessandro Blonksteiner, direttore d'orchestra e compositore italiano († 1985)
- 23 gennaio - Dieter Honnecker, calciatore tedesco († 2012)
- 23 gennaio - Bill Pogue, astronauta statunitense († 2014)
- 23 gennaio - Mervyn Rose, tennista australiano († 2017)
- 23 gennaio - Tanja Savičeva, scrittrice sovietica († 1944)
- 23 gennaio - Derek Walcott, poeta e scrittore santaluciano († 2017)
- 23 gennaio - Ken Waterhouse, calciatore inglese († 2016)
- 23 gennaio - Teresa Żylis-Gara, soprano polacco († 2021)
- 24 gennaio - Terence Bayler, attore neozelandese († 2016)
- 24 gennaio - Pierre Bellon, imprenditore francese († 2022)
- 24 gennaio - Rita Lakin, sceneggiatrice, produttrice televisiva e scrittrice statunitense († 2023)
- 24 gennaio - Kjell Eugenio Laugerud García, generale e politico guatemalteco († 2009)
- 24 gennaio - Robert Maertens, calciatore e allenatore di calcio belga († 2003)
- 24 gennaio - John Romita Sr., fumettista statunitense († 2023)
- 25 gennaio - Ruthy Alon, insegnante israeliana
- 25 gennaio - Giorgio Giacomelli, diplomatico italiano († 2017)
- 25 gennaio - Ruth Kligman, pittrice statunitense († 2010)
- 26 gennaio - Thomas John Gumbleton, vescovo cattolico statunitense († 2024)
- 26 gennaio - Assar Lindbeck, economista svedese († 2020)
- 26 gennaio - James McLean, mafioso statunitense († 1965)
- 27 gennaio - Aloysius Ambrozic, cardinale e arcivescovo cattolico canadese († 2011)
- 27 gennaio - Erwan Bergot, militare e scrittore francese († 1993)
- 27 gennaio - Bobby Bland, cantante e musicista statunitense († 2013)
- 27 gennaio - Eugenio Bomboni, giornalista italiano († 2015)
- 27 gennaio - Carlos Cecconato, calciatore argentino († 2018)
- 27 gennaio - Luigi Di Ruscio, poeta, scrittore e saggista italiano († 2011)
- 27 gennaio - Luciano Giunti, arbitro di calcio italiano († 2003)
- 27 gennaio - Darío Jara Saguier, calciatore paraguaiano († 2023)
- 27 gennaio - Lamberto Tabellini, politico italiano († 2008)
- 27 gennaio - Esteban Edward Torres, politico e ambasciatore statunitense († 2022)
- 27 gennaio - Federico Vairo, calciatore argentino († 2010)
- 27 gennaio - Bohdan Warchal, direttore d'orchestra e violinista slovacco († 2000)
- 27 gennaio - Sobiesław Zasada, pilota di rally polacco
- 28 gennaio - Kurt Biedenkopf, politico tedesco († 2021)
- 28 gennaio - Alberto Corazza, calciatore italiano († 1967)
- 28 gennaio - Armando Estrada Rivero, ex cestista cubano
- 28 gennaio - Angel Pocho Gatti, pianista, arrangiatore e direttore d'orchestra argentino († 2000)
- 28 gennaio - Luis de Pablo, compositore spagnolo († 2021)
- 29 gennaio - Gastone Angelin, politico e partigiano italiano († 2018)
- 29 gennaio - Derek Bailey, chitarrista inglese († 2005)
- 29 gennaio - Neville Coleman, calciatore inglese († 1981)
- 29 gennaio - John Neely, sassofonista statunitense († 1994)
- 30 gennaio - Samuel Byck, criminale statunitense († 1974)
- 30 gennaio - Mir Abdolrez Daryabeigi, artista iraniano († 2012)
- 30 gennaio - Gene Hackman, attore statunitense († 2025)
- 30 gennaio - Alfred Herrhausen, banchiere tedesco († 1989)
- 30 gennaio - Egon Klepsch, politico tedesco († 2010)
- 30 gennaio - Jānis Krūmiņš, cestista sovietico († 1994)
- 30 gennaio - Vsevolod Nestajko, scrittore ucraino († 2014)
- 30 gennaio - Bengt Nyholm, calciatore svedese († 2015)
- 30 gennaio - Nikolaj Pučkov, hockeista su ghiaccio sovietico († 2005)
- 31 gennaio - Roger Adkins, cestista statunitense († 2004)
- 31 gennaio - Jo Bonnier, pilota automobilistico svedese († 1972)
- 31 gennaio - Megan Rice, attivista statunitense († 2021)
- 31 gennaio - Sergius Golowin, scrittore e bibliotecario svizzero († 2006)
- 31 gennaio - Emidio Revelli, politico e avvocato italiano († 2006)
- 31 gennaio - Italo Toni, giornalista italiano